# آرامگاه آقا نورالدین عراقی

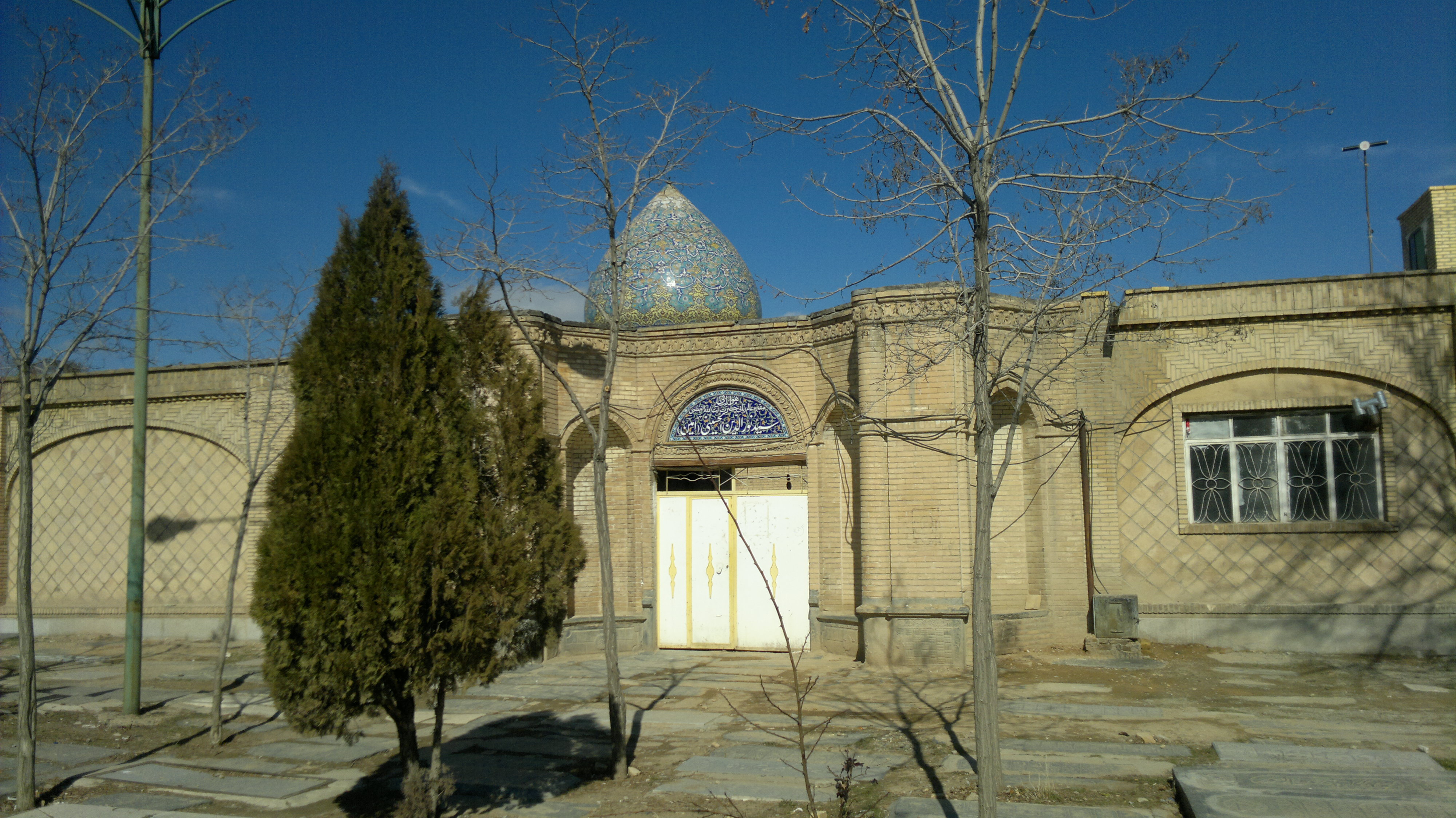

بقعه آقا نورالدین عراقی مربوط به ۱۳۴۱ خورشیدی است و در اراک، ۱۰۰ متری شمال غرب بنای مصلای شهر واقع شده و این اثر در تاریخ ۲۵ اسفند ۱۳۷۹ با شمارهٔ ثبت ۳۴۷۷ به‌عنوان یکی از آثار ملی ایران به ثبت رسیده‌است.